# Funky Aztecs
Funky Aztecs es un grupo de rap de California, y son conocidos por colaborar con 2Pac en el tema "Slippin' Into Darkness". Los miembros son Sapo-Loco, John Dillinger, Toker, Keng Art, Dapper Dan, Brotha Luv, Pee-Wee, Indio, Shake the Undertaka y Merciless.

## Discografía
- 1996 Day of the Dead (Semaphore 1996)
- 1999 Addicted (Crash/Private 1)
- 2000 Real Tales of the Funky Aztecs
- 2002 Essential Collection (40 Ounce Records)
- 2002 Chicano Blues (40 Ounce Records)

- Datos: Q950946